# 3112-es mellékút (Magyarország)
A 3112-es számú mellékút egy több mint negyven kilométeres hosszúságú, négy számjegyű mellékút Pest vármegyében.

## Nyomvonala
A 4-es főútból ágazik ki, annak 34+750-es kilométerszelvénye közelében, Monor területén, északkelet felé, Ady Endre út néven. Első kilométerének elérése után keresztezi a Budapest–Záhony-vasútvonalat, majd kiágazik belőle délkelet felé a Monor vasútállomásra vezető 31 314-es út. Majdnem pontosan a második kilométerénél éri el a város központját, ahol a városháza és a városi bíróság épületei  között egy körforgalmú csomópontba érkezik; ebbe a körforgalomba csatlakozik északnyugat felől a 3111-es mellékút is, 17 kilométer megtétele után.
Innen az út délkeletnek fordul és a Kossuth Lajos út nevet veszi fel. Mintegy 500 métert halad így, majd egy elágazáshoz ér: a Kossuth Lajos út egyenesen haladó szakasza innentől a 46 102-es útként számozódik, a 3112-es útszámot pedig a továbbiakban az északkelet felé kiágazó József Attila utca viseli. Ezen a néven hagyja el Monor utolsó házait a 4. kilométere közelében, majd a külterületi szakasza a Gombai út nevet veszi fel.

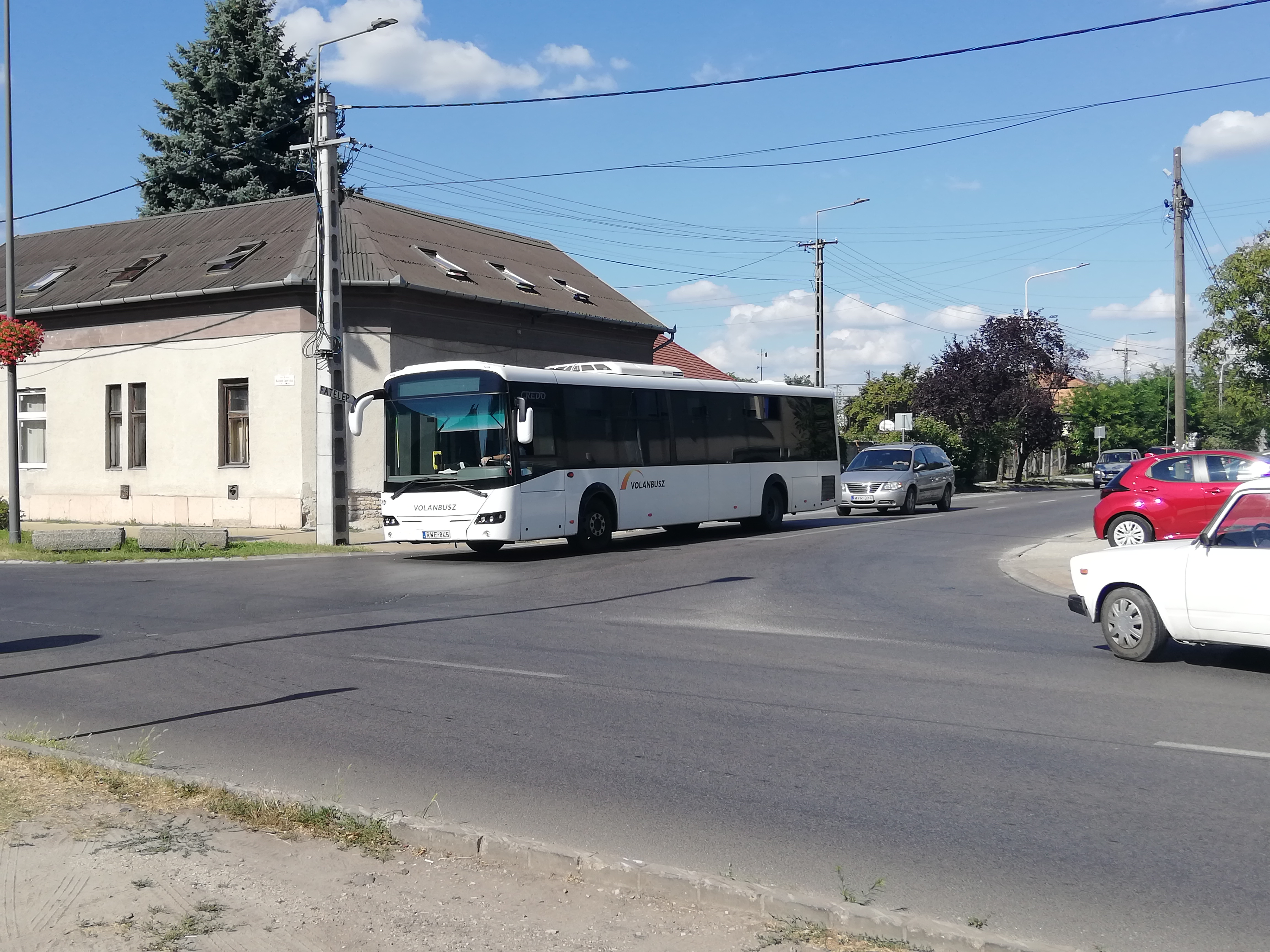
Monor centruma: az út itt kanyarodik Gomba felé, jobbra lent pedig a 46 102-es út ágazik ki

Kevéssel hatodik kilométere után lép át az út Gomba területére, ahol az addigi északkeleti irányától fokozatosan keleti, sőt kelet-délkeleti irányba fordul. Nyolc kilométer után éri el Gomba első házait, majd a kilencedik kilométerénél kiágazik belőle a 3113-as út, Úri és Sülysáp irányában. Települési neve idáig Gombai út, a folytatásban pedig Bényei út.
9+600-as kilométerszelvényénél éri el Bénye határát, a két település ezen a szakaszon szinte teljesen egybeépült. Települési neve végig a falu belterületén Fő út, fő iránya nagyjából délkeleti, amíg a 12. kilométerét elérve, időlegesen északabbnak nem fordul. Egy szakaszon visszalép Gomba  közigazgatási területére – itt már ismét kelet felé húzódva –, majd a 14+200-as kilométerszelvénye táján elhalad Gomba, Bénye és Káva hármashatára közvetlen közelében.
14,7 kilométer megtétele után ér át teljesen Káva területére, és hamarosan eléri a falu első házait is. Települési neve az első szakaszán Bényei út, fő iránya pedig délkeleti, amíg el nem ér egy kereszteződést a község központjában, az út 15+500-as kilométerszelvénye táján. A dél felé továbbhaladó út települési neve Pilisi út és a 3123-as számozást viseli, a 3112-es út pedig keletnek, majd több irányváltást követően délkeletnek folytatódik tovább, Hunyadi János utca néven.
17+200-as kilométerszelvénye körül lép át az út a Nagykátai járás, és ezen belül Pánd területére, a község első házait 18,6 kilométer után éri el, Fő utca néven haladva. A községháza térségében északnak fordul, de a neve változatlan marad, egészen a falu túlsó széléig, amit kevéssel a 21. kilométere előtt ér el. 21+800-as kilométerszelvényénél éles irányváltással keletnek fordul, ugyanitt ágazik ki belőle egy mezőgazdasági út, amely a kira.gov.hu térképének tanúsága szerint több település külterületén – Pándtól Tápióságon át legalább Gombáig – a Sóút nevet viseli. Ez az egykori Pest és Szolnok közti sókereskedelmi útvonal emlékét őrzi, az út nyomvonala Gombán túl is követhető legalább Péteriig, valamint ettől a ponttól kezdve a 3112-es út is annak nyomán halad.
A 22+250-es kilométerszelvény közelében éri el az út Tápióbicske területét, a település lakott területén Rákóczi út néven halad végig. Közben találkozik a 3115-ös úttal, sőt 300 méternyi közös szakaszuk is van a település központjában, ott azonban a két út kilométer-számozása egymással szemben halad. A 3112-es 25+300-as kilométerszelvényénél található az az elágazás, ahol a 3115-ös kiágazik Albertirsa felé, és a 25+600-asnál az a kereszteződés, ahova a Nagykátáról induló útvonal, majdnem 7 kilométer megtétele után betorkollik. A Rákóczi út elnevezést a 3112-es út egészen a település belterületének széléig, a 27. kilométeréig viseli, de onnantól még csaknem 2,5 kilométeren át Tápióbicske külterületén halad.
Tápiószentmárton lakott területe egészen a település nyugati határáig elnyúlik, így az út a közigazgatási határ árlépésekor, a 29+350-es kilométerszelvénye környékén gyakorlatilag azonnal be is ér a község házai közé. A Fő út nevet viseli a településközpont egy nagyobb elágazásáig, ott, a 30+600-as kilométerénél északnak fordul és Mátyás király út néven halad tovább. Kicsivel ezután kiágazik belőle a 3116-os út. A település északi részén, a 31+400-as szelvénynél pedig beletorkollik a 31 109-es út. Ezután a Széchenyi István út nevet veszi fel és fokozatosan kelet felé fordul. 34+400-as kilométerszelvényénél egy újabb öt számjegyű út, a 31 123-as torkollik bele, itt egyúttal kelet-délkeleti irányba fordul.
Pontosan a 38. kilométerénél éri el Tápiószőlős határát, egy darabig a két település határvonalán húzódik, majd 500 méter után eléri Tápiószentmárton, Tápiószőlős és Tápiószele hármashatárát. Továbbra is községhatáron, de immár a két utóbbi község határvonalán húzódik, egészen a 40+250-es kilométerszelvényig, ahol teljesen beér Tápiószele területére. [Tápiószőlőst ennél jobban nem érinti, szilárd burkolatú leágazása sincs a község felé.] Utolsó szakaszán keleti irányban halad, Tápiószele lakott területét elérve a Pesti út nevet viseli, és úgy ér véget, a 311-es főútba beletorkollva, annak 16+700-as kilométerszelvényénél.
Teljes hossza, az országos közutak térképes nyilvántartását szolgáló kira.gov.hu adatbázisa szerint 41,940 kilométer.

## Települések az út mentén
- Monor
- Gomba
- Bénye
- Káva
- Pánd
- Tápióbicske
- Tápiószentmárton
- (Tápiószőlős)
- Tápiószele